# Egisto Macchi
Egisto Macchi (Grosseto, 4 de agosto de 1928 - Montpellier, 8 de agosto de 1992) fue un compositor italiano.

## Biografía
Nacido en Grosseto, Macchi se trasladó a Roma para estudiar composición, piano, violín y canto con Roman Vlad (1946–51) y Hermann Scherchen (1949–54), entre otros. Fue en este período que también estudió literatura y fisiología humana en la Universidad La Sapienza.
A partir de finales de la década de los cincuenta, inició su colaboración con un grupo de músicos (Franco Evangelisti, Domenico Guaccero y Daniele Paris), con los que estaba unido por una intensa amistad. Junto a Domenico Guaccero, Daniele Paris y Antonino Titone, fue uno de los editores de la revista Orders, que apareció por primera vez en 1959. Con Bertoncini, Bortolotti, Clementi, De Blasio, Evangelisti, Guaccero, Paris, Pennisi y Franco Norris, fundó la Asociación de Nueva Consonancia en 1960. Participó con frecuencia en la dirección de la asociación y ocupó el cargo de Presidente de 1980 a 1982, y también en 1989.
Desde el día de su concepción, siguió la actividad de la Semana Internacional de Música Nueva en Palermo. Después de crear el Teatro Musical de Roma con Guaccero, fundó Studio R7, un laboratorio de música electrónica experimental nacido en 1967. Es en el mismo año que se incorpora al Gruppo di Improvvisazione di Nuova Consonanza de Franco Evangelisti, grupo de improvisación de vanguardia que también reclutó al amigo íntimo y colaborador de Macchi, Ennio Morricone.
En 1978 formó parte de la comisión italiana de música de UNICEF, junto a Luis Bacalov, Franco Evangelisti, Ennio Morricone y Nino Rota.
En 1983 crea, junto a Guaccero, el Instituto de la Voz, buscando atender problemas relacionados con el trabajo vocal en el campo de la música clásica y la música folclórica de todos los continentes. El instituto hizo uso de las nuevas tecnologías en el campo de la electrónica y la cibernética. Asumió la dirección del instituto tras la muerte de su amigo en 1984.
Siguieron otras iniciativas. En 1984 se convirtió en uno de los fundadores de I.R.T.E.M (Instituto de Investigación para el Teatro Musical), junto con Paola Bernardi, Carlo Marinelli y Ennio Morricone. En este contexto también fundó el Archivo Sonoro de Música Contemporánea, del que fue director hasta su muerte. Es con el Archivo Sonoro que creó un ciclo de conferencias, encuentros y seminarios para el conocimiento y difusión de la música contemporánea.
En sus últimos años, había estado trabajando con Ennio Morricone para promover la 'Nueva Ópera'. En noviembre de 1991 completó La Bohème, una transcripción para dieciséis instrumentos y cuatro sintetizadores, y Morricone adaptó Tosca de manera similar. Ambas obras estaban listas para ser puestas en escena cuando Macchi murió en 1992.